# Alan Campbell (piłkarz)
Alan Christopher Campbell (ur. 10 sierpnia 1960 w Dublinie) – irlandzki piłkarz występujący na pozycji napastnika.

## Kariera klubowa
Campbell karierę rozpoczynał w 1978 roku w zespole Shamrock Rovers. W sezonie 1981/1982 wywalczył z nim wicemistrzostwo Irlandii, a w sezonie 1983/1984 mistrzostwo Irlandii. W 1984 roku przeszedł do hiszpańskiego Racingu Santander. W Primera División zadebiutował 2 września 1984 w wygranym 1:0 meczu ze Sportingiem Gijón, w którym zdobył też bramkę. Graczem Racingu był przez dwa sezony.
W 1986 roku Campbell odszedł do drużyny CD Logroñés z Segunda División i spędził tam sezon 1986/1987. W 1987 roku przeszedł do belgijskiego drugoligowca, Berchem Sport. Występował tam przez dwa sezony. Następnie grał w Szkocji, w zespołach Dundee F.C. (Division One) oraz Forfar Athletic (Division Two). W 1992 roku zakończył karierę.

## Kariera reprezentacyjna
W reprezentacji Irlandii Campbell zadebiutował 5 lutego 1985 w przegranym 1:2 towarzyskim meczu z Włochami. W drużynie narodowej rozegrał 3 spotkania, wszystkie w 1985 roku.